# Dmytro Ryžuk
Dmytro Jurijovyč Ryžuk (in ucraino Дмитро Юрійович Рижук?; Kiev, 5 aprile 1992) è un calciatore ucraino, difensore dello Shahter Qaraǵandy.

## Carriera

### Club
Ha sempre giocato nel campionato ucraino.

### Nazionale
Ha giocato nella nazionale ucraina Under-19.
Ha debuttato con la maglia della nazionale Under-21 ucraina durante le qualificazioni al campionato europeo di categoria nel 2015.

## Palmarès

### Club

#### Competizioni nazionali
- Birinşi Lïga: 1

Oqjetpes: 2024